# Bernat Picornell
Pour les articles homonymes, voir Picornell et Grenzner.
Ne doit pas être confondu avec Bernat Picornell Richier.
Bernat Picornell i Grenzner, né le 22 décembre 1989 à Barcelone, est un homme politique espagnol membre de la Gauche républicaine de Catalogne (ERC).

## Biographie

### Profession
Il est titulaire d'une licence en sciences politiques et administratives obtenue à l'université autonome de Barcelone.

### Carrière politique
Il réside à Sant Cugat del Vallès et devient en 2015 vice-président du conseil municipal de la Culture de la ville. Il milite aux Jeunesses de la Gauche républicaine de Catalogne et en est le secrétaire national à l'Organisation et le porte-parole dans sa commune natale. Il milite aussi au sein de l'Esquerra republicana de Catalunya dont il est membre du comité exécutif.
Le 7 janvier 2016, il est désigné sénateur par le Parlement de Catalogne en représentation de la Catalogne au Sénat.